# Forest Ray Moulton
Forest Ray Moulton (Le Roy, 29 aprile 1872 – Wilmette, 7 dicembre 1952) è stato un astronomo e matematico statunitense.

## Biografia
Astronomo a Chicago. Intorno al 1900, insieme al geologo statunitense T. C. Chamberlin, formula una congettura sulla formazione del sistema solare attribuita al passaggio di una stella nelle vicinanze del sole che per effetto di marea avrebbe provocato il distacco di materiale solare; questo materiale gassoso per successivo raffreddamento avrebbe fatto nascere i cosiddetti planetesimi successivamente aggregatisi in asteroidi e pianeti.
Nel 1902 propone un piano non desarguesiano piuttosto semplice ora noto come piano di Moulton (v.a. teorema di Desargues).
Nell'ambito della AAAS copre la carica di Permanent Secretary dal 1937 al 1946 e quella di Administrative Secretary dal 1946 al 1948.

## Onorificenze
- Medaglia Rittenhouse (1943)